# Ерзінський кожуун
Ерзинський кожуун (тив.: Эрзин кожуун) — район республіки Тива Російської Федерації. Центр — село Ерзин.
Розташований у південно-східній частині Республіки Тива та межує з Каа-Хемським, Кизильським, Тес-Хемським кожуунами, а на півдні із Монголією. Утворений 28 липня 1941 року.

## Економіко-географічне становище
Особливістю економіко-географічного становища Ерзинського кожууна є його віддаленість від центральних районів та столиці республіки — відстань від центру кожууна до столиці республіки Тива міста Кизилу складає 220 км, а до найближчої залізничної станції Абакан — 600 км.

## Природа та корисні копалини
На території кожууна є три кластерні ділянки Всесвітнього біосферного заповідника «Убсу-Нурська котловина» у якому поєднується піщана пустеля, сибірська тайга, вічні льодовики, ковильний степ та різноманітний тваринний та рослинний світ. Також тут є рідкісні поліметалічні руди, такі як залізо, алюміній, літій, тантал, ніобій, розсипне золото (у верхів'ях ріки Нарин)та ін. Відомі родовища пісковика, гравійної суміші, піску, цегляної глини та вапняку. У кожууні є аржаани — мінеральні джерела «Алдин Уургай», «Качик», «Ак Хайиракан», «Кок Молдурга». Солені та цілющі озера Бай-Холь, Дус-Холь, прісноводні озера Торе-Холь, Кара-Холь. На озері Дус-Холь добувають сіль.

## Адміністративний поділ

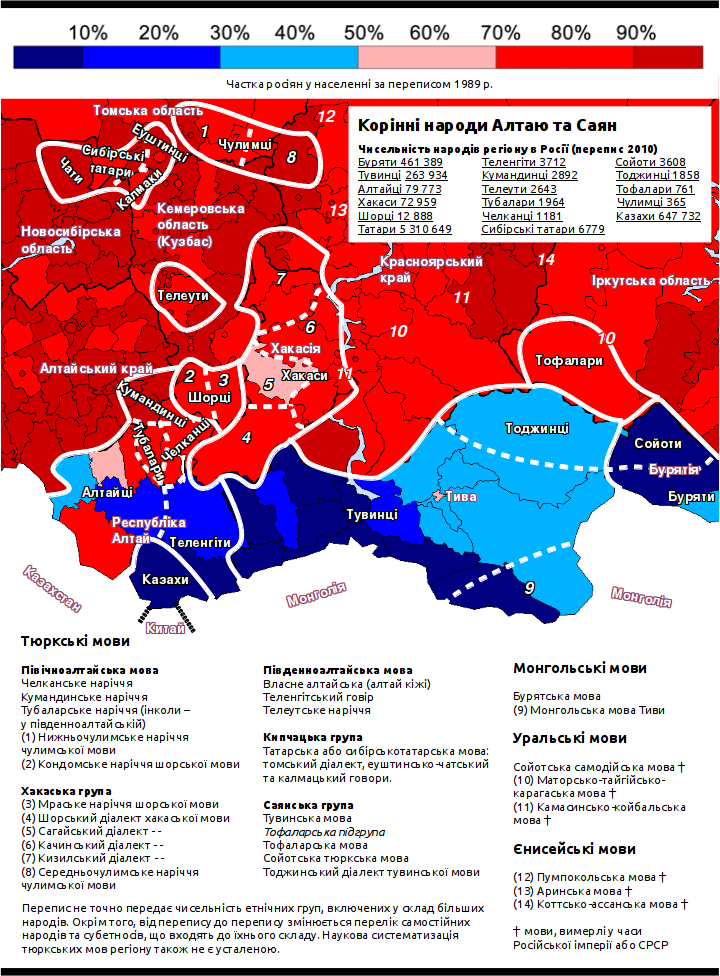
Ерзінський кожуун належить до монголомовного регіону Тиви

Станом на 2010 рік населення кожууна складало 8300 осіб, переважно - монголомовні тувинці. Кожуун складається із 6 сумонів:
- Ерзин
- Морен
- Бай-Даг
- Сариг-Булун
- Качик — найвіддаленіший сумун, розташований на відстані 120 км від центру кужууна.

## Рельєф
Рельєф переважно сухий степ, тому належить до району ризикованого землеробства. У зв'язку з цим розвинуто тваринництво.

## Клімат
Клімат суворий. Найнижча температура взимку — 60°С, середня температура — 30 градусів нижче нуля. Зимовий період триває близько 180 днів. Котловинний характер рельєфу сприяє накопиченню холодного повітря. Сніговий покрив лежить з початку листопада до середини квітня. Притаманна холодна, малосніжна зима, мала кількість опадів. Найвітряніший період спостерігається весною та осінню. Тривалість вегетаційного періоду трави 110 днів.
Жарке та сухе літо настає на початку червня і триває 65 днів. Середня температура липня + 18 градусів, максимальна + 40 градусів. Весняні заморозки зазвичай закінчуються у кінці травня. Осінні заморозки починаються у другій декаді вересня.